# Đội tuyển bóng đá bãi biển quốc gia Paraguay
Đội tuyển bóng đá bãi biển quốc gia Paraguay đại diện Paraguay ở các giải thi đấu bóng đá bãi biển quốc tế và được điều hành bởi APF, cơ quan quản lý bóng đá ở Paraguay. Đội tuyển có màn ra mắt ở 2013 tại Giải vô địch bóng đá bãi biển thế giới và được phân loại kể từ đó đến năm 2017.

Đội tuyển còn có biệt danh Pynandi, dịch nghĩa ra là 'đôi chân trần' từ tiếng Guarani.

## Đội hình hiện tại
Đội hình của Giải vô địch bóng đá bãi biển thế giới 2017
Ghi chú: Quốc kỳ chỉ đội tuyển quốc gia được xác định rõ trong điều lệ tư cách FIFA. Các cầu thủ có thể giữ hơn một quốc tịch ngoài FIFA.
| Số | VT | Quốc gia | Cầu thủ          |
| -- | -- | -------- | ---------------- |
| 1  | TM |          | Rolando González |
| 2  | TĐ |          | Juan López       |
| 3  | HV |          | Gustavo Benítez  |
| 4  | TV |          | Luis Ojeda       |
| 5  | HV |          | Jesús Rolón      |
| 6  | TĐ |          | Pedro Morán      |

| Số | VT | Quốc gia | Cầu thủ           |
| -- | -- | -------- | ----------------- |
| 7  | HV |          | Édgar Barreto     |
| 8  | HV |          | Carlos Carballo   |
| 9  | HV |          | Sergio Díaz       |
| 10 | TĐ |          | Orlando Zayas     |
| 11 | HV |          | Sergio Villaverde |
| 12 | TM |          | Iván Fernández    |

- Huấn luyện viên: Gustavo Zloccowick

## Thành tích

### Giải vô địch bóng đá bãi biển thế giới
| Năm                                       | Kết quả                  |
| ----------------------------------------- | ------------------------ |
| Brasil 2005                               | Không tham dự            |
| Brasil 2006                               | Không vượt qua vòng loại |
| Brasil 2007                               | Không tham dự            |
| Pháp 2008                                 | Không vượt qua vòng loại |
| Các Tiểu Vương quốc Ả Rập Thống nhất 2009 | Không vượt qua vòng loại |
| Ý 2011                                    | Không vượt qua vòng loại |
| Tahiti 2013                               | Vòng bảng (thứ 9)        |
| Bồ Đào Nha 2015                           | Vòng bảng (12th)         |
| Bahamas 2017                              | Tứ kết (thứ 7)           |
| Tổng cộng                                 | 3/9                      |

### Vòng loại giải vô địch bóng đá bãi biển thế giới khu vực Nam Mỹ
| Năm            | Kết quả           |
| -------------- | ----------------- |
| Brasil 2006    | Vòng bảng (5th)   |
| Argentina 2008 | Vòng bảng (thứ 6) |
| Uruguay 2009   | Vòng bảng (thứ 6) |
| Brasil 2011    | Vòng bảng (thứ 6) |
| Argentina 2013 | thứ 2             |
| Ecuador 2015   | thứ 2             |
| Paraguay 2017  | thứ 2             |
| Tổng cộng      | 0 danh hiệu       |

### Đại hội thể thao bãi biển Nam Mỹ
| Năm            | Kết quả           |
| -------------- | ----------------- |
| Uruguay 2009   | Vòng bảng (thứ 7) |
| Ecuador 2011   | thứ 2             |
| Venezuela 2014 | thứ 2             |
| Tổng cộng      | 0 danh hiệu       |

### Đại hội thể thao bãi biển Bolivar
| Năm        | Kết quả     |
| ---------- | ----------- |
| Peru 2012  | Vô địch     |
| Peru 2014  | Vô địch     |
| Chile 2016 | thứ 2       |
| Tổng cộng  | 2 danh hiệu |